# Evangeliario di Durham (ms. A. II. 17)

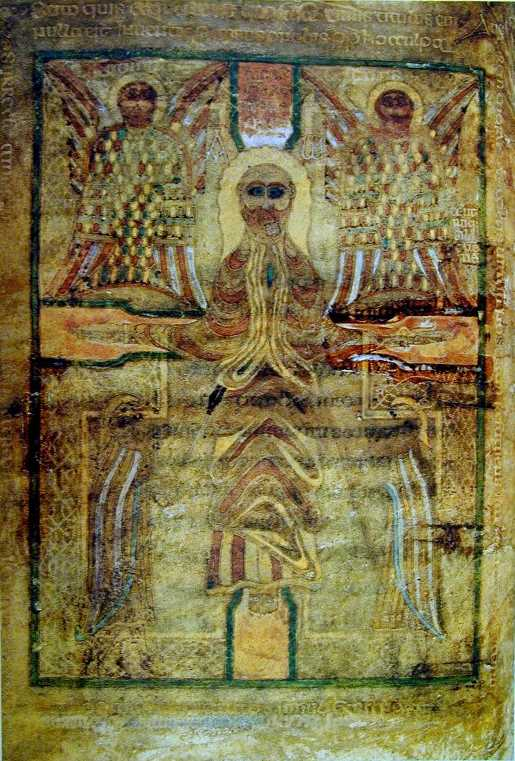
Crocifissione

Evangeliario di Durham è un dettaglio di un manoscritto della fine del VII secolo, proveniente dalla biblioteca della cattedrale di Durham (MS A.II.17).
Il codice è stato realizzato da un unico scriba nello scriptorium dell'Abbazia di Lindisfarne utilizzando la scrittura insulare.

## Storia
È largamente accettata l'ipotesi che l'unico scriba dell'Abbazia di Lindsfarne che nel VII secolo realizzò l'Evangeliario di Durham, fosse anche autore e illustratore dell'Evangeliario di Echternach. Julian Brown ha chiamato questo copista "Il calligrafo di Durham-Echternach". 

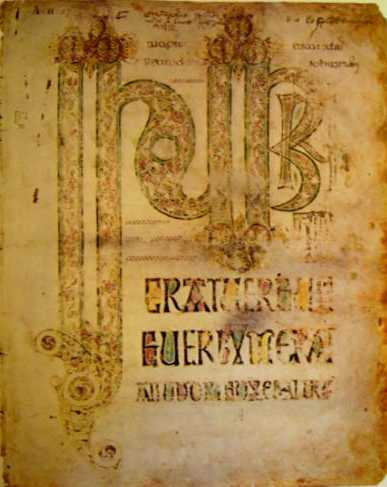
Incipit del vangelo di Giovanni

Altri studiosi, invece, sostengono che il libro sia stato realizzato in Irlanda, nell'Abbazia di Rathmelsigi.

Tuttavia, ovunque il manoscritto sia stato creato, lo  scriptorium fu sicuramente lo stesso dell'Evangeliario di Lindisfarne poiché la ricerca moderna ha dimostrato che entrambi i manoscritti furono corretti dalla stessa persona poco dopo la loro creazione. Infatti, si presume che l'Evangelario di Durham sia stato corretti una prima volta e poi, qualche tempo dopo, una seconda volta usando come modello l'Evangeliario di Lindisfarne.
.
L'Evangeliario di Durham fu portato a Durham nell'875 quando i monaci fuggirono da Lindisfarne a causa delle incursioni vichinghe . Essi portarono con loro anche le reliquie di san Cutberto. Si ritiene che i monaci di Lindisfarne abbiano trascorso sette anni spostandosi da un posto all'altro. Intorno all'882 si stabilirono nel priorato di Chester-le-Street dove rimasero fino al 995 circa e, infine, si stabilirono a Durham dove costruirono una chiesa nella quale furono inumate le reliquie di san Cutberto. Nel 1083 William de Saint-Calais fondò un priorato benedettino e nel 1093 iniziò la costruzione della Cattedrale di Durham. 
Nel 1539, dopo lo smantellamento dei monasteri per volontà di Enrico VIII, la gestione della cattedrale divenne anglicana e il primo priore, Whitehead, fu anche il primo decano anglicano; la biblioteca e l'evangeliario rimasero a Durham. 

## Decorazione
L'Evangeliario di Durham fa parte di un gruppo di quattro manoscritti che comprendono l'Evangeliario di Lindisfarne, l'Evangeliario di Echternach e l'Evangeliario di Otho-corpus tutti attribuiti allo scriptorium di Lindisfarne.  L'Evangeliario di Otho-corpus e l'Evangeliario di Lindisfarne sono fortemente connessi e il leone di san Marco nel frammento di Otho-Corpus, è molto simile a quello dell'Evangeliario di Echternach che, come precedentemente accennato, sarebbe stato realizzato dallo stesso scriba di Durham.
Dei quattro manoscritti,  l'Evangeliario Lindisfarne e quello di Durham sono molto più decorati dell'Evangeliario di Echternach e dei Vangeli di Otho-Corpus per i quali sono stati usati meno pigmenti. La differenza di decorazione potrebbe essere motivata dal diverso uso dei due gruppi di manoscritti: il primo gruppo, più decorato, era destinato alla vendita e infatti uno è stato portato a Echternach e l'altro a Canterbury. I manoscritti meno decorati, invece, erano destinati all'uso interno dell'Abbazia di Lindisfarne.

## Descrizione
Ciò che rimane dell'evangeliario di Durham sono 111 fogli di pergamena che misurano 300 mm x 215 mm. Il manoscritto è stato scritto in latino in scrittura insulare l'evangeliario di Durham è pesantemente incompleto. Anche se probabilmente avrebbe potuto rivaleggiare con il famoso Libro di Kells per la ricchezza di decorazioni, tutto ciò che di esso rimane è il monogramma sulla pagina iniziale del Vangelo di Giovanni e una miniatura della crocifissione in condizioni scadenti. Ci sono anche alcune grandi iniziali decorate all'inizio di vaste sezioni di testo e qualche versetto è decorato. Originariamente il manoscritto doveva avere i quattro ritratti di evangelisti epagine decorate a tappeto all'inizio di ogni vangelo. Altre miniature chiudevano ogni vangelo.
Sul foglio 31v. si trova un poema in onore del re Atelstano d'Inghilterra, probabilmente aggiunto alla fine del X o all'inizio dell'XI secolo.